# جون ساوث
جون ساوث (بالإنجليزية: John South)‏ هو لاعب كرة قدم بريطاني في مركز الدفاع، ولد في 30 نوفمبر 1952 في Bow, London ‏ في المملكة المتحدة، وتوفي في 21 ديسمبر 2004 في ريوغوردو في إسبانيا. لعب مع كولتشستر يونايتد ونادي ليتون أورينت.